# 중적분

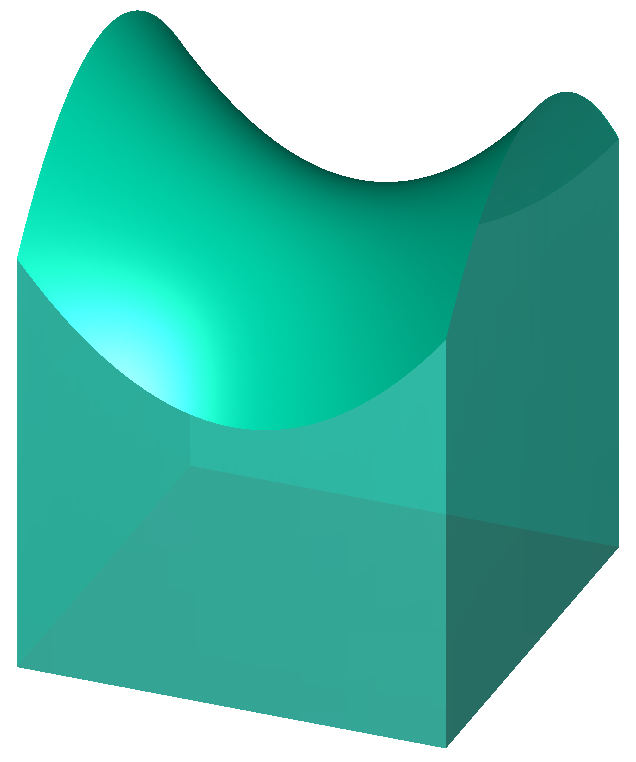
이중 적분은 그래프 곡면 아래의 부피를 구하는 방법이다. 밑면(직사각형)은 함수의 정의역을 나타내며, 윗면(쌍곡 포물면 z = 10 - (x^{2} - y^{2}) / 8)은 함수의 그래프를 나타낸다.

미적분학에서 중적분(重積分, 영어: multiple integral)은 정적분을 다변수 함수로 확장한 개념이다. 변수의 수에 따라 이중 적분(二重積分, 영어: double integral)과 삼중 적분(三重積分, 영어: triple integral) 따위로 일컫는다. 양의 실수 값 함수의 경우, 이중 적분은 함수의 그래프 곡면과 {\displaystyle xy} 평면 사이의 “부피”를 나타내며, 삼중 적분은 (4차원 공간 속의) 초곡면과 좌표 초평면 사이의 “초부피”를 나타낸다.
중적분은 정적분을 여러 번 반복하여 계산할 수 있다 (푸비니 정리). 복잡한 중적분의 계산에는 변수 변환을 통해 적분 영역이나 피적분 함수를 단순화하는 기법이 필요하다 (치환 적분). 정적분과 달리, 중적분의 치환 적분의 증명은 매우 까다롭다. 2차원에서는 데카르트 좌표와 극좌표 사이의 변환에 의한 치환 적분을 사용할 수 있다. 3차원에는 구면 좌표 변환이나 원통 좌표 변환이 있다.
중적분은 다변수 함수의 리만 적분을 일컫는다. 르베그 적분도 일변수·다변수 적분이 존재하며, 두 정의는 거의 평행한다. 일반적인 측도로부터 이에 대응하는 적분을 유도할 수 있으며, 이 경우 적분 영역이 유클리드 공간의 부분 집합일 필요가 없다. 측도론적 적분을 “다변수” 적분으로 일반화하려면 곱측도의 개념을 사용한다. 보다 일반적으로, 일련의 추이 측도들의 “곱측도”를 구성할 수 있다. 리만-스틸티어스 적분이나 르베그-스틸티어스 적분도 다변수 일반화가 존재하지만, 일변수 적분의 정의로부터 곧바로 얻어지지 않는다.

## 정의

#### 조르당 측도

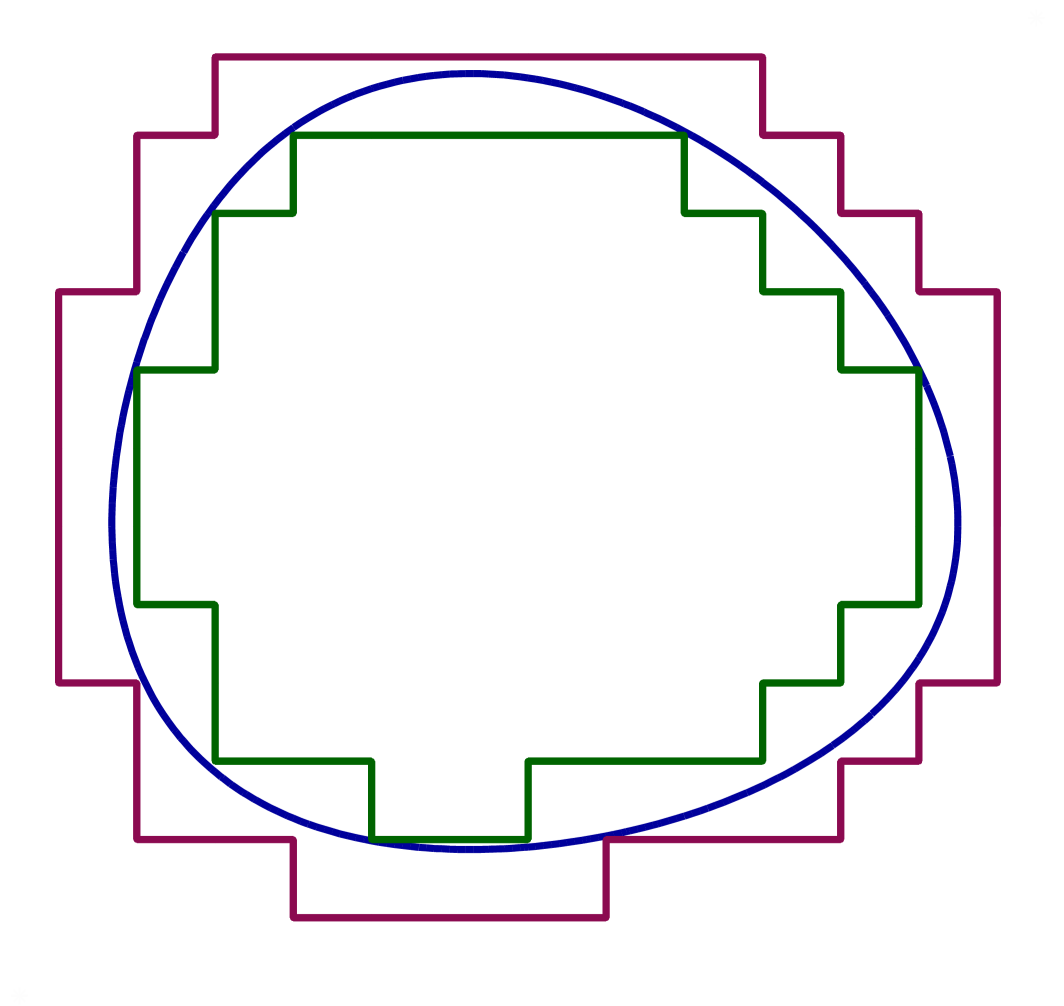
평면 도형이 조르당 가측 집합일 필요 충분 조건은, 각각 안과 밖에 놓인, 직사각형의 유한 합집합을 통해 얻은 근사 넓이가 서로 같다는 것이다.

중적분의 정의는 조르당 측도(영어: Jordan measure/content)에 기반한다.
유계 집합 {\displaystyle E\subseteq \mathbb {R} ^{n}}의 조르당 내측도(영어: inner Jordan measure) {\displaystyle \operatorname {m} _{*}(E)}는 이에 포함되는 유한 개의 초직육면체를 통한 근사적 초부피이며, 다음과 같다.
{\displaystyle \operatorname {m} _{*}(E)=\sup \left\{\sum _{i=1}^{m}\prod _{j=1}^{n}(b_{ij}-a_{ij})\colon \bigsqcup _{i=1}^{m}\prod _{j=1}^{n}[a_{ij},b_{ij})\subseteq E,\;a_{ij},b_{ij}\in \mathbb {R} ,\;m\in \mathbb {N} \right\}}
비슷하게, {\displaystyle E}의 조르당 외측도(영어: outer Jordan measure) {\displaystyle \operatorname {m} ^{*}(E)}는 이를 덮는 유한 개의 초직육면체를 통한 근사적 초부피이며, 다음과 같다.
{\displaystyle \operatorname {m} ^{*}(E)=\inf \left\{\sum _{i=1}^{m}\prod _{j=1}^{n}(b_{ij}-a_{ij})\colon \bigsqcup _{i=1}^{m}\prod _{j=1}^{n}[a_{ij},b_{ij})\supseteq E,\;a_{ij},b_{ij}\in \mathbb {R} ,\;m\in \mathbb {N} \right\}}
유계 집합 {\displaystyle E\subseteq \mathbb {R} ^{n}}에 대하여, 다음 두 조건이 서로 동치이며, 이를 만족시키는 {\displaystyle E}를 조르당 가측 집합(영어: Jordan measurable set)이라고 한다.
- {\displaystyle \operatorname {m} _{*}(E)=\operatorname {m} ^{*}(E)\ {\overset {\underset {\mathrm {def} }{}}{=}}\,\operatorname {m} (E)}. 이 경우, {\displaystyle \operatorname {m} (E)}를 {\displaystyle E}의 조르당 측도라고 한다.
- {\displaystyle m^{*}(\partial E)=0}

조르당 측도는 유한 가법 측도이지만, 이름과 달리 측도가 아니다. 중적분은 조르당 가측 집합 위에서만 정의된다.
(유계) 조르당 가측 집합 {\displaystyle E\subseteq \mathbb {R} ^{n}}의 분할(영어: partition)은 다음 세 조건을 만족시키는 유한 집합족 {\displaystyle \{E_{i}\}_{i=1}^{m}\subseteq {\mathcal {P}}(E)}이다.
- 모든 {\displaystyle 1\leq i\leq m}에 대하여, {\displaystyle E_{i}}는 조르당 가측 집합이다.
- 모든 {\displaystyle 1\leq i<j\leq m}에 대하여, {\displaystyle \operatorname {m} (E_{i}\cap E_{j})=0}
- {\displaystyle E_{1}\cup \cdots \cup E_{m}=E}

또한, 분할 {\displaystyle \{E_{i}\}_{i=1}^{m}\subseteq {\mathcal {P}}(E)}의 메시(영어: mesh) {\displaystyle \lambda (\{E_{i}\}_{i=1}^{m})}는 다음과 같다.
{\displaystyle \lambda (\{E_{i}\}_{i=1}^{m})=\max _{1\leq i\leq m}\operatorname {diam} E_{i}}

#### 중적분
함수 {\displaystyle f\colon E\to \mathbb {R} } ({\displaystyle E\subseteq \mathbb {R} ^{n}}은 조르당 가측 집합)의, 분할 {\displaystyle \{E_{i}\}_{i=1}^{m}\subseteq {\mathcal {P}}(E)}에 대한 리만 합(영어: Riemann sum)은 다음과 같다.
{\displaystyle \sum _{i=1}^{m}f(\xi _{1}^{(i)},\dotsc ,\xi _{n}^{(i)})\operatorname {m} (E_{i})\qquad (\xi _{1}^{(i)},\dotsc ,\xi _{n}^{(i)})\in E_{i}}
또한, 다르부 상합(영어: upper Darboux sum)은 다음과 같다.
{\displaystyle \sum _{i=1}^{m}\sup _{(x_{1},\dotsc ,x_{n})\in E_{i}}f(x_{1},\dotsc ,x_{n})\operatorname {m} (E_{i})}
또한, 다르부 하합(영어: lower Darboux sum)은 다음과 같다.
{\displaystyle \sum _{i=1}^{m}\inf _{(x_{1},\dotsc ,x_{n})\in E_{i}}f(x_{1},\dotsc ,x_{n})\operatorname {m} (E_{i})}
함수 {\displaystyle f\colon E\to \mathbb {R} } ({\displaystyle E\subseteq \mathbb {R} ^{n}}은 조르당 가측 집합)에 대하여, 만약 다음과 같은 극한이 존재하며, 분할 {\displaystyle \{E_{i}\}_{i=1}^{m}} 및 각 집합의 점 {\displaystyle (\xi _{1}^{(i)},\dotsc ,\xi _{n}^{(i)})}의 열의 선택과 무관하다면, {\displaystyle f}를 {\displaystyle E} 위의 리만 적분 가능 함수(영어: Riemann integrable function)라고 하며, 이 극한을 {\displaystyle f}의 리만 {\displaystyle n}중적분(영어: n-ple Riemann integral)이라고 한다.
{\displaystyle \int _{E}f(x)dx=\iint \cdots \int _{E}f(x_{1},\dotsc ,x_{n})dx_{1}\cdots dx_{n}=\lim _{\lambda (\{E_{i}\}_{i=1}^{m})\to 0}\sum _{i=1}^{m}f(\xi _{1}^{(i)},\dotsc ,\xi _{n}^{(i)})\operatorname {m} (E_{i})}
또한, 다르부 상적분(영어: upper Darboux integral)은 다음과 같으며, 이는 항상 존재한다.
{\displaystyle {\begin{aligned}{\overline {\int _{E}}}f(x)dx={\overline {\iint \cdots \int _{E}}}f(x_{1},\dotsc ,x_{n})dx_{1}\cdots dx_{n}&=\lim _{\lambda (\{E_{i}\}_{i=1}^{m})\to 0}\sum _{i=1}^{m}\sup _{(x_{1},\dotsc ,x_{n})\in E_{i}}f(x_{1},\dotsc ,x_{n})\operatorname {m} (E_{i})\\&=\inf _{{\mathcal {P}}(E)\supseteq \{E_{i}\}_{i=1}^{m}\in \operatorname {dom} \lambda }\sum _{i=1}^{m}\sup _{(x_{1},\dotsc ,x_{n})\in E_{i}}f(x_{1},\dotsc ,x_{n})\operatorname {m} (E_{i})\end{aligned}}}
마찬가지로, 다르부 하적분(영어: lower Darboux integral)은 다음과 같으며, 이는 항상 존재한다.
{\displaystyle {\begin{aligned}{\underline {\int _{E}}}f(x)dx={\underline {\iint \cdots \int _{E}}}f(x_{1},\dotsc ,x_{n})dx_{1}\cdots dx_{n}&=\lim _{\lambda (\{E_{i}\}_{i=1}^{m})\to 0}\sum _{i=1}^{m}\inf _{(x_{1},\dotsc ,x_{n})\in E_{i}}f(x_{1},\dotsc ,x_{n})\operatorname {m} (E_{i})\\&=\sup _{{\mathcal {P}}(E)\supseteq \{E_{i}\}_{i=1}^{m}\in \operatorname {dom} \lambda }\sum _{i=1}^{m}\inf _{(x_{1},\dotsc ,x_{n})\in E_{i}}f(x_{1},\dotsc ,x_{n})\operatorname {m} (E_{i})\end{aligned}}}
특히, 리만 이중 적분을
{\displaystyle \iint _{E}f(x,y)dxdy=\iint _{E}f(x,y)dA=\lim _{\lambda (\{E_{i}\}_{i=1}^{m})\to 0}\sum _{i=1}^{m}f(\xi _{i},\eta _{i})\operatorname {m} (E_{i})}
와 같이 표기하며, 리만 삼중 적분을
{\displaystyle \iiint _{E}f(x,y,z)dxdydz=\iiint _{E}f(x,y,z)dV=\lim _{\lambda (\{E_{i}\}_{i=1}^{m})\to 0}\sum _{i=1}^{m}f(\xi _{i},\eta _{i},\zeta _{i})\operatorname {m} (E_{i})}
와 같이 표기한다.

#### 이상 중적분
유계 집합과 (정의역이 조르당 영집합이 아니라면) 유계 함수에 한정된 중적분을 무계 집합과 무계 함수를 허용하는 이상 중적분(영어: improper multiple integral)으로 확장할 수 있다. 일변수 함수에서와 달리, 이상 중적분이 수렴할 필요충분조건은 절대 수렴한다는 것이다.
함수 {\displaystyle f\colon E\to \mathbb {R} } 및 그 정의역 {\displaystyle E\subseteq \mathbb {R} ^{n}}이 다음 조건들을 만족시킨다고 하자.
- {\displaystyle E}는 무계 집합이다.
- {\displaystyle f}는 유계 함수이다.
- 임의의 {\displaystyle r>0}에 대하여, {\displaystyle E\cap {\bar {B}}_{R}(0)}는 조르당 가측 닫힌집합이다.
  - 여기서 {\displaystyle {\bar {B}}_{R}(0)=\{(x_{1},\dotsc ,x_{n})\colon x_{1}^{2}+\cdots x_{n}^{2}\leq R^{2}\}}은 닫힌 공이다.
  - 특히, {\displaystyle E}가 무계 닫힌집합일 경우, {\displaystyle E\cap {\bar {B}}_{R}(0)}가 닫힌집합이라는 조건은 생략할 수 있다.
- 임의의 조르당 가측 닫힌집합 {\displaystyle F\subseteq E}에 대하여, {\displaystyle f}는 {\displaystyle F}에서 리만 적분 가능 함수이다.

이러한 {\displaystyle f} 및 {\displaystyle E}에 대하여, 다음과 같은 극한이 존재하며, 조르당 가측 닫힌집합 {\displaystyle F\subseteq E}의 열의 선택과 무관하다면, 이를 {\displaystyle f}의 {\displaystyle E} 위의 이상 중적분이라고 한다.
{\displaystyle \iint \cdots \int _{E}f(x_{1},\dotsc ,x_{n})dx_{1}\cdots dx_{n}=\lim _{\sup\{r>0\colon F\supseteq E\cap {\bar {B}}_{R}(0)\}\to \infty }\iint \cdots \int _{F}f(x_{1},\dotsc ,x_{n})dx_{1}\cdots dx_{n}}
비슷하게, {\displaystyle E\subseteq \mathbb {R} ^{n}} 및 {\displaystyle (a_{1},\dotsc ,a_{n})\in E} 및 {\displaystyle f\colon E\setminus \{(a_{1},\dotsc ,a_{n})\}\to \mathbb {R} }가 다음 조건들을 만족시킨다고 하자.
- {\displaystyle E}는 유계 집합이다.
- {\displaystyle f}는 무계 함수이다.
- 임의의 {\displaystyle r>0}에 대하여, {\displaystyle E\setminus B_{R}(a)}는 조르당 가측 닫힌집합이다.
  - 여기서 {\displaystyle B_{R}(a)=\{(x_{1},\dotsc ,x_{n})\colon (x_{1}-a_{1})^{2}+\cdots +(x_{n}-a_{n})^{2}\leq r^{2}\}}는 열린 공이다.
  - 특히, {\displaystyle E}가 조르당 가측 닫힌집합일 경우, 이 조건은 생략할 수 있다.
- 임의의 조르당 가측 닫힌집합 {\displaystyle F\subseteq E\setminus \{(a_{1},\dotsc ,a_{n})\}}에 대하여, {\displaystyle f}는 {\displaystyle F}에서 리만 적분 가능 함수이다.

이러한 {\displaystyle f} 및 {\displaystyle E}에 대하여, 다음과 같은 극한이 존재하며, 조르당 가측 닫힌집합 {\displaystyle F\subseteq E\setminus \{(a_{1},\dotsc ,a_{n})\}}의 열의 선택과 무관하다면, 이를 {\displaystyle f}의 {\displaystyle E} 위의 이상 중적분이라고 한다.
{\displaystyle \iint \cdots \int _{E}f(x_{1},\dotsc ,x_{n})dx_{1}\cdots dx_{n}=\lim _{\inf\{r>0\colon F\supseteq E\setminus B_{R}(a)\}\to 0^{+}}\iint \cdots \int _{F}f(x_{1},\dotsc ,x_{n})dx_{1}\cdots dx_{n}}

## 성질
리만 적분 가능 함수는 유계 함수일 필요가 없다. 예를 들어, 정의역이 조르당 영집합인 함수는 항상 리만 적분 가능 함수이다. 그러나, 양의 조르당 측도의 집합들로 임의로 세밀하게 분할될 수 있는 정의역 위의 리만 적분 가능 함수는 항상 유계 함수이다. 특히, 조르당 가측 열린집합 또는 그 폐포 위의 리만 적분 가능 함수는 항상 유계 함수이다.
중적분은 일변수 함수의 리만 적분과 같은 성질들을 갖췄다. 예를 들어, 중적분은 선형성 · 적분 집합에 대한 가법성 · 비엄격 부등식의 보존 · 곱의 적분 가능성 보존 등을 만족시킨다.

### 누차 적분과의 관계
함수를 먼저 일부 변수에 대하여 적분한 뒤, 다시 남은 변수에 대하여 적분하는 것을 누차 적분(累次積分, 영어: repeated integral) 또는 반복 적분(反復積分)이라고 한다. 중적분은 일정 조건 아래 누차 적분을 통해 구할 수 있다.
함수 {\displaystyle f\colon E\to \mathbb {R} } ({\displaystyle E\subseteq \mathbb {R} ^{n}}는 조르당 가측 집합)가 다음 두 조건을 만족시킨다고 하자.
- {\displaystyle f}는 {\displaystyle E}에서 리만 적분 가능 함수이다.
- 임의의 {\displaystyle (x_{1},\dotsc ,x_{n})\in E}에 대하여, 리만 적분 {\displaystyle \overbrace {\iint \cdots \int } _{\{(x_{m+1},\dotsc ,x_{n})\colon (x_{1},\dotsc ,x_{n})\in E\}}^{n-m}f(x_{1},\dotsc ,x_{n})dx_{m+1}\cdots dx_{n}}이 존재한다.

그렇다면, 다음이 성립한다.
{\displaystyle \overbrace {\iint \cdots \int } _{E}^{n}f(x_{1},\dotsc ,x_{n})dx_{1}\cdots dx_{n}=\overbrace {\iint \cdots \int } _{\{(x_{1},\dotsc ,x_{m})\colon (x_{1},\dotsc ,x_{n})\in E\}}^{m}dx_{1}\cdots dx_{m}\overbrace {\iint \cdots \int } _{\{(x_{m+1},\dotsc ,x_{n})\colon (x_{1},\dotsc ,x_{n})\in E\}}^{n-m}f(x_{1},\dotsc ,x_{n})dx_{m+1}\cdots dx_{n}}

적분 구역 a ≤ x ≤ b, α(x) ≤ y ≤ β(x) 위의 적분은 x를 고정한 채 y에 대하여 적분한 뒤, 이를 다시 x에 대하여 적분한 것과 같다.

일부 특수한 정의역의 경우는 다음과 같다. (여기서 {\displaystyle \phi \leq \psi }, {\displaystyle \sigma \leq \tau })
- {\displaystyle \iint _{[a,b]\times [c,d]}f(x,y)dxdy=\int _{a}^{b}dx\int _{c}^{d}f(x,y)dy}
- {\displaystyle \iint _{\{(x,y)\colon a\leq x\leq b,\phi (x)\leq y\leq \psi (x)\}}f(x,y)dxdy=\int _{a}^{b}dx\int _{\phi (x)}^{\psi (x)}f(x,y)dy}
- {\displaystyle \iint _{\{(x,y)\colon a\leq y\leq b,\phi (y)\leq x\leq \psi (y)\}}f(x,y)dxdy=\int _{a}^{b}dy\int _{\phi (y)}^{\psi (y)}f(x,y)dx}
- {\displaystyle \iiint _{\{(x,y,z)\colon (x,y)\in \Omega ,\phi (x,y)\leq z\leq \psi (x,y)\}}f(x,y,z)dxdydz=\iint _{\Omega }dxdy\int _{\phi (x,y)}^{\psi (x,y)}f(x,y,z)dz}
- {\displaystyle \iiint _{\{(x,y,z)\colon (x,z)\in \Omega ,\phi (x,z)\leq y\leq \psi (x,z)\}}f(x,y,z)dxdydz=\iint _{\Omega }dxdz\int _{\phi (x,z)}^{\psi (x,z)}f(x,y,z)dy}
- {\displaystyle \iiint _{\{(x,y,z)\colon (y,z)\in \Omega ,\phi (y,z)\leq x\leq \psi (y,z)\}}f(x,y,z)dxdydz=\iint _{\Omega }dydz\int _{\phi (y,z)}^{\psi (y,z)}f(x,y,z)dx}
- {\displaystyle \iiint _{\{(x,y,z)\colon a\leq x\leq b,(y,z)\in \Omega _{x}\}}f(x,y,z)dxdydz=\int _{a}^{b}dx\iint _{\Omega _{x}}f(x,y,z)dydz}
- {\displaystyle \iiint _{\{(x,y,z)\colon a\leq y\leq b,(x,z)\in \Omega _{y}\}}f(x,y,z)dxdydz=\int _{a}^{b}dy\iint _{\Omega _{y}}f(x,y,z)dxdz}
- {\displaystyle \iiint _{\{(x,y,z)\colon a\leq z\leq b,(x,y)\in \Omega _{z}\}}f(x,y,z)dxdydz=\int _{a}^{b}dz\iint _{\Omega _{z}}f(x,y,z)dxdy}
- {\displaystyle \iiint _{\{(x,y,z)\colon a\leq x\leq b,\phi (x)\leq y\leq \psi (x),\sigma (x,y)\leq z\leq \tau (x,y)\}}f(x,y,z)dxdydz=\int _{a}^{b}dx\int _{\phi (x)}^{\psi (x)}dy\int _{\sigma (x,y)}^{\tau (x,y)}f(x,y,z)dz}

그러나, 둘째 전제가 없다면 결론이 성립하지 않을 수 있다. 예를 들어, 다음과 같은 함수를 정의하자.
{\displaystyle f(x,y)={\begin{cases}x&(x,y)\in \{1,1/2,1/3,\dots \}\times \mathbb {Q} \\0&(x,y)\not \in \{1,1/2,1/3,\dots \}\times \mathbb {Q} \end{cases}}}
그렇다면,
{\displaystyle \iint _{[0,1]\times [0,1]}f(x,y)dxdy=0}
{\displaystyle \int _{0}^{1}dy\int _{0}^{1}f(x,y)dx=0}
이지만, {\displaystyle f(1/n,y)=1_{\mathbb {Q} }(y)/n} ({\displaystyle n=1,2,\dots })가 리만 적분 가능 함수가 아니므로
{\displaystyle \int _{0}^{1}dx\int _{0}^{1}f(x,y)dy}
는 존재하지 않는다.

### 치환 적분

극좌표계

원통 좌표계

구면 좌표계

함수 {\displaystyle g\colon E\to \mathbb {R} ^{n}} ({\displaystyle E\subseteq \mathbb {R} ^{n}}는 조르당 가측 닫힌집합) 및 {\displaystyle f\colon g(E)\to \mathbb {R} }가 다음 조건들을 만족시킨다고 하자.
- {\displaystyle g}는 단사 {\displaystyle {\mathcal {C}}^{1}} 함수이다.
- 임의의 {\displaystyle t\in D}에 대하여, {\displaystyle \det J_{g}(t)\neq 0}
- {\displaystyle f}는 {\displaystyle g(E)}에서 리만 적분 가능 함수이다.

그렇다면, 다음이 성립한다.
{\displaystyle \int _{g(E)}f(x)dx=\int _{E}f(g(t))\left|\det J_{g}(t)\right|dt}
여기서 {\displaystyle \det J_{g}}는 {\displaystyle g}의 야코비 행렬식인데, 어떤 점에서의 야코비 행렬식의 값은 대략 변환이 그 점 주위의 초부피를 확대시키는 배수를 나타낸다.
예를 들어, 극좌표 변환
{\displaystyle x=r\cos \theta }
{\displaystyle y=r\sin \theta }
{\displaystyle \det {\frac {\partial (x,y)}{\partial (r,\theta )}}={\begin{vmatrix}\cos \theta &-r\sin \theta \\\sin \theta &r\cos \theta \end{vmatrix}}=r}
에 의한 치환 적분 공식은 다음과 같다.
{\displaystyle \iint _{D}f(x,y)dxdy=\iint _{g^{-1}(D)}f(r\cos \theta ,r\sin \theta )rdrd\theta }
또한, 원통 좌표 변환
{\displaystyle x=r\cos \theta }
{\displaystyle y=r\sin \theta }
{\displaystyle z=z}
{\displaystyle \det {\frac {\partial (x,y,z)}{\partial (r,\theta ,z)}}=r}
에 의한 치환 적분 공식은 다음과 같다.
{\displaystyle \iiint _{D}f(x,y,z)dxdydz=\iiint _{g^{-1}(D)}f(r\cos \theta ,r\sin \theta ,z)rdrd\theta }
또한, 구면 좌표 변환
{\displaystyle x=r\cos \theta \sin \varphi }
{\displaystyle y=r\sin \theta \sin \varphi }
{\displaystyle z=r\cos \varphi }
{\displaystyle \det {\frac {\partial (x,y,z)}{\partial (r,\theta ,\varphi )}}=-r^{2}\sin \varphi }
에 의한 치환 적분 공식은 다음과 같다.
{\displaystyle \iiint _{D}f(x,y,z)dxdydz=\iiint _{g^{-1}(D)}f(r\cos \theta \sin \varphi ,r\sin \theta \sin \varphi ,r\cos \varphi )r^{2}\sin \varphi drd\theta d\varphi }

### 기하학적 성질
음이 아닌 값의 함수 {\displaystyle f\colon E\to \mathbb {R} } ({\displaystyle E\subseteq \mathbb {R} ^{n}}는 조르당 가측 집합)의 중적분은 밑면이 정의역, 윗면이 함수의 그래프인 도형의 조르당 측도와 같다.
{\displaystyle \iint \cdots \int _{E}f(x_{1},\dotsc ,x_{n})dx_{1}\cdots dx_{n}=\operatorname {m} (\{(x_{1},\dotsc ,x_{n+1})\colon (x_{1},\dotsc ,x_{n})\in E,\;0\leq x_{n+1}\leq f(x_{1},\dotsc ,x_{n})\})}
특히, 상수 함수 1의 중적분은 정의역의 조르당 측도와 같다.
{\displaystyle \iint \cdots \int _{E}dx_{1}\cdots dx_{n}=\operatorname {m} (E)}

### 이상 중적분의 성질
이상 중적분 역시 중적분과 비슷한 성질들을 만족시킨다.
예를 들어, 함수 {\displaystyle f\colon [a,\infty )\times [b,\infty )\to \mathbb {R} }가 다음 조건을 만족시킨다고 하자.
- 임의의 조르당 가측 닫힌집합 {\displaystyle F\subseteq [a,\infty )\times [b,\infty )}에 대하여, {\displaystyle f}는 {\displaystyle F}에서 리만 적분 가능 함수이다.

그렇다면, 다음이 성립한다.:175, 定理15.5.4
- 만약 {\displaystyle \int _{a}^{\infty }dx\int _{b}^{\infty }|f(x,y)|dy<\infty }라면, {\displaystyle \iint _{[a,\infty )\times [b,\infty )}f(x,y)dxdy=\int _{a}^{\infty }dx\int _{b}^{\infty }|f(x,y)|dy}
- 만약 {\displaystyle \int _{a}^{\infty }dx\int _{b}^{\infty }|f(x,y)|dy=\infty }라면, {\displaystyle \iint _{[a,\infty )\times [b,\infty )}f(x,y)dxdy}는 발산한다.

또한, 무계 닫힌집합 {\displaystyle E\subseteq \mathbb {R} ^{n}} 및 단사 {\displaystyle {\mathcal {C}}^{1}} 함수 {\displaystyle g\colon E\to \mathbb {R} ^{n}} 및 함수 {\displaystyle f\colon g(E)\to \mathbb {R} }에 대하여, 만약 두 이상 적분
{\displaystyle \iint \cdots \int _{g(E)}f(x)dx=\iint \cdots \int _{E}f(g(t))\left|\det J_{g}(t)\right|dt}
가운데 하나가 존재한다면, 남은 하나도 존재하며, 이 둘은 서로 같다.:175, 정리 15.5.5
이상 중적분
{\displaystyle \iint \cdots \int _{E}f(x_{1},\dotsc ,x_{n})dx_{1}\cdots dx_{n}}
이 수렴할 필요충분조건은
{\displaystyle \iint \cdots \int _{E}|f(x_{1},\dotsc ,x_{n})|dx_{1}\cdots dx_{n}<\infty }
이다. 즉, 일변수 함수의 경우와 달리, 이상 중적분이 수렴할 필요충분조건은 절대 수렴이다.

## 예

### 직육면체의 부피
직육면체 {\displaystyle [0,1]\times [0,2]\times [0,3]}의 부피를 중적분을 통해 다음과 같이 구할 수 있다.
{\displaystyle {\begin{aligned}\iiint _{[0,1]\times [0,2]\times [0,3]}dxdydz&=\int _{0}^{1}dx\int _{0}^{2}dy\int _{0}^{3}dz\\&=\int _{0}^{1}dx\int _{0}^{2}3dy\\&=\int _{0}^{1}6dx\\&=6\end{aligned}}}

### 삼각뿔의 부피
삼각뿔 {\displaystyle \{(x,y,z)\colon 0\leq x,y,z\leq x+y+z\leq 1\}}의 부피를 중적분을 통해 다음과 같이 구할 수 있다.
{\displaystyle {\begin{aligned}\iiint _{\{(x,y,z)\colon 0\leq x,y,z\leq x+y+z\leq 1\}}dxdydz&=\int _{0}^{1}dx\int _{0}^{1-x}dy\int _{0}^{1-x-y}dz\\&=\int _{0}^{1}dx\int _{0}^{1-x}(1-x-y)dy\\&=\int _{0}^{1}{\frac {(1-x)^{2}}{2}}dx\\&={\frac {1}{6}}\end{aligned}}}

### 이차 곡면으로 둘러싸인 도형의 부피

타원 포물면 z = x^{2} + y^{2}와 원기둥 x^{2} + y^{2} = a^{2}에 의해 둘러싸인 도형

구 x^{2} + y^{2} + z^{2} = a^{2}와 원뿔 z^{2} = (x^{2} + y^{2})tana에 의해 둘러싸인 도형

타원 포물면과 원기둥으로 둘러싸인 도형 {\displaystyle \{(x,y,z)\colon 0\leq z\leq x^{2}+y^{2}\leq a^{2}\}}의 부피를 중적분을 통해 다음과 같이 구할 수 있다.
{\displaystyle {\begin{aligned}\iiint _{\{(x,y,z)\colon 0\leq z\leq x^{2}+y^{2}\leq a^{2}\}}dxdydz&=\int _{0}^{a}rdr\int _{0}^{2\pi }d\theta \int _{0}^{r}dz\\&=\int _{0}^{a}r^{2}dr\int _{0}^{2\pi }d\theta \\&=\int _{0}^{a}2\pi r^{2}dr\\&={\frac {2}{3}}\pi a^{3}\end{aligned}}}
구와 원뿔로 둘러싸인 도형 {\displaystyle \textstyle \left\{(x,y,z)\colon {\sqrt {x^{2}+y^{2}}}\cot \alpha \leq z\leq {\sqrt {a^{2}-x^{2}-y^{2}}}\right\}}의 부피를 중적분을 통해 다음과 같이 구할 수 있다.
{\displaystyle {\begin{aligned}\iiint _{\left\{(x,y,z)\colon {\sqrt {x^{2}+y^{2}}}\cot \alpha \leq z\leq {\sqrt {a^{2}-x^{2}-y^{2}}}\right\}}dxdydz&=\int _{0}^{\alpha }\sin \varphi d\varphi \int _{0}^{2\pi }d\theta \int _{0}^{a}r^{2}dr\\&={\frac {1}{3}}a^{3}\int _{0}^{\alpha }\sin \varphi d\varphi \int _{0}^{2\pi }d\theta \\&={\frac {2}{3}}\pi a^{3}\int _{0}^{\alpha }\sin \varphi d\varphi \\&={\frac {2}{3}}\pi a^{3}(1-\cos \alpha )\end{aligned}}}

### 치환 적분의 예
극좌표 변환 · 원통 좌표 변환 · 구면 좌표 변환 외의 변환을 사용하여 구할 수 있는 중적분의 한 가지 예는 다음과 같다.
{\displaystyle \iint _{\{(x,y)\colon 0\leq x,y\leq x+y\leq 1\}}{\sqrt {\frac {xy}{x+y}}}dxdy}
여기에서 다음과 같은 변환을 사용하자.
{\displaystyle x=r\cos ^{2}\theta }
{\displaystyle y=r\sin ^{2}\theta }
이 변환의 야코비 행렬식은 다음과 같다.
{\displaystyle \det {\frac {\partial (x,y)}{\partial (r,\theta )}}={\begin{vmatrix}\cos ^{2}\theta &-r\sin 2\theta \\\sin ^{2}\theta &r\sin 2\theta \end{vmatrix}}=r\sin 2\theta }
따라서 상술 이중 적분을 다음과 같이 구할 수 있다.
{\displaystyle \iint _{\{(x,y)\colon 0\leq x,y\leq x+y\leq 1\}}{\sqrt {\frac {xy}{x+y}}}dxdy={\frac {1}{2}}\int _{0}^{1}{\sqrt {r^{3}}}dr\int _{0}^{\frac {\pi }{2}}\sin ^{2}2\theta d\theta ={\frac {\pi }{20}}}

### 이상 중적분의 예
가우스 함수의 적분
{\displaystyle \int _{0}^{\infty }e^{-x^{2}}dx}
은 이상 중적분
{\displaystyle \iint _{\mathbb {R} ^{2}}e^{-x^{2}-y^{2}}dxdy}
을 통해 구할 수 있는데, 이는
{\displaystyle {\begin{aligned}\iint _{\mathbb {R} ^{2}}e^{-x^{2}-y^{2}}dxdy&=\lim _{a\to \infty }\iint _{[-a,a]\times [-a,a]}e^{-x^{2}-y^{2}}dxdy\\&=\lim _{a\to \infty }\int _{-a}^{a}e^{-x^{2}}dx\int _{-a}^{a}e^{-y^{2}}dy\\&=4\left(\int _{0}^{\infty }e^{-x^{2}}dx\right)^{2}\end{aligned}}}
이기 때문이다. 이 이상 중적분의 값은
{\displaystyle {\begin{aligned}\iint _{\mathbb {R} ^{2}}e^{-x^{2}-y^{2}}dxdy&=\lim _{a\to \infty }\iint _{\{(x,y)\colon x^{2}+y^{2}\leq a^{2}\}}e^{-x^{2}-y^{2}}dxdy\\&=\lim _{a\to \infty }\iint _{\{(r,\theta )\colon 0\leq r\leq a,\;0\leq \theta \leq 2\pi \}}e^{-r^{2}}rdrd\theta \\&=\lim _{a\to \infty }\int _{0}^{a}e^{-r^{2}}rdr\int _{0}^{2\pi }d\theta \\&=\pi \end{aligned}}}
이므로, 가우스 함수의 적분 값은
{\displaystyle \int _{0}^{\infty }e^{-x^{2}}dx={\frac {\sqrt {\pi }}{2}}}
이다.